# La Bataille du dernier pont
Pour plus de détails, voir Fiche technique et Distribution.
La Bataille du dernier pont (Мост, Most) est un film yougoslave réalisé par Hajrudin Krvavac, sorti en 1969.

## Synopsis
Lors de la Seconde Guerre mondiale, des Partisans mettent en place un plan pour détruire un pont et ralentir l'armée allemande.

## Fiche technique
- Titre : La Bataille du dernier pont
- Titre original : Мост (Most)
- Réalisation : Hajrudin Krvavac
- Scénario : Predrag Golubovic et Djordje Lebovic
- Photographie : Ognjen Milicevic
- Montage : Blanka Jelic
- Production :
- Société de production : Bosna Film et Kinema Sarajevo
- Pays :  Yougoslavie
- Genre : Action et guerre
- Durée : 105 minutes
- Dates de sortie : 
  -  Yougoslavie : 14 juillet 1969
  -  France : 20 octobre 1971

## Distribution
- Bata Živojinović : Tigar
- Slobodan Perović : Inzenjer
- Boris Dvornik : Zavatoni
- Relja Basic : Sova
- Sibina Mijatovic : Jelena
- Boro Begovic : Tihi
- Jovan Janicijevic-Burdus : Svercer
- Igor Galo : Bambino
- Wilhelm Koch-Hooge : l'Oberst Mark von Felsen
- Hannjo Hasse : Dr. Hofmann
- Axel Delmare : Schmidt
- Jovan Milicevic : Pukovnik
- Dusan Janicijevic : Major
- Demeter Bitenc : Nimayer
- Maks Furijan : le général
- Milos Tripkovic : Danilo
- Vasja Kovacic : le télégraphique
- Milja Vujanovic : Kaludjerica
- Igor Gudic : Slavko Stetic
- Petar Spajic-Suljo : Konobar

## Diffusion
Comme le film Walter défend Sarajevo, le film a connu un grand succès en République populaire de Chine.